# Ochropleura implecta
Ochropleura implecta är en fjärilsart som beskrevs av J. Donald Lafontaine 1998. Ochropleura implecta ingår i släktet Ochropleura och familjen nattflyn. Inga underarter finns listade i Catalogue of Life.